# Susana Koska
Susana Koska (San Sebastián, 1966) es una actriz, realizadora de documentales y escritora española.

## Biografía
Nació en San Sebastián en 1966. Estudió en la Escuela Superior de Arte Dramático de Madrid y en el Estudio de Nancy Tuñón en Barcelona.
Inició su carrera como actriz en 1986, participando en películas de Jordi Cadena; “Es quan dormo que hi veix clar” Francesc Belmunt; “Rateta, rateta” o Bigas Luna; “Jamón , jamón”, así como en distintas campañas de publicidad y series para televisión como “Tres Estrelles” “La saga de los Clark” de El Tricicle y “Cróniques de la veritat oculta” de J.A Salgot.
Cuando en 2011 le diagnosticaron un cáncer, decidió volcar sus vivencias, primero en el blog Soy una larva, y posteriormente en la publicación Tópico de cáncer, su primer libro (Ediciones B, 2014).
En 2004 se estrenó su documental Mujeres en Pie de Guerra, en la II Muestra de Cine y Derechos Humanos de San Sebastián, que ha participado en distintos festivales internacionales, universidades y muestras internacionales sobre la guerra y el exilio.Un testimonio oral en el que las mujeres contaran lo que pasó en la calle durante los días de la Guerra Civil, más allá de fechas y cifras. En 2018 rescató los testimonios de las mujeres del documental en un libro, para que formen parte de la historia escrita.
En 2006 realizó un trabajo de video arte sobre la fotografía de Manel Esclusa. Junto a Carmen Freixa escribía el blog feminista Cicatrices transgénicas.Es colaboradora con la sección semanal “Mujer tenía que ser” en el programa de Onda Vasca “La última seducción”.
En 1998 adaptó para el teatro e interpretó Saldría a pasear todas las noches, selección de poemas y cuentos de Bernardo Atxaga, estrenada en la Sala Muntaner de Barcelona con gran éxito de crítica y público.

## Obra

### Libros
- Loquillo y los trogloditas (La Máscara, 1999).[9][10]
- Tópico de Cáncer (Ediciones B, 2014).[11]
- Mujeres en pie de guerra (Ediciones B, 2018).[12]

### Documentales
- Mujeres en pie de guerra (2004, Filmin).[13]
- Vindicación (2010, Filmin).[14]

## Premios y reconocimientos

### Nominaciones
- 2004 Festival de Gijón, Sección Esbilla por Mujeres en pie de guerra.
- 2004 Festival CINESPAÑA Tolouse, Sección Oficial por Mujeres en pie de guerra.
- 2004 Festival Internacional de Cine de Derechos Humanos de San Sebastián, Sección Oficial por Mujeres en pie de guerra.
- 2010 Festival Internacional de Cine de Derechos Humanos de San Sebastián, Sección Oficial por Vindicación.
- 2010 Festival Internacional de Films de Dones, Sección Oficial por Vindicación

### Premios
- 2005 Premio de Dones Progressistes por 'Loquillo'.[15]
- 2009 Premio T-incluye a la web más inclusiva (Cicatrices Transgénicas), de la Fundación CTIC.[16]

## Vida personal
En abril de 2024, tras 40 años de relación, se casó en la localidad de Laguardia con el cantante José María Sanz Beltrán "Loquillo", con quien tiene un hijo.